# Ahhotep II
Ahhotep II (fl. XVI secolo a.C.) è stata una regina della XVII dinastia egizia. L'esatta identità di questa sovrana è stata oggetto di dibattito.

## I dubbi sull'identità: Ahhotep I, Ahhotep II e l'ipoteticaAhhotep III
La figura di Ahhotep II è circondata da una certa confusione, a causa della omonimia con la regina Ahhotep I, al punto che per molto tempo le si credette la medesima persona. A causa di ciò, la denominazione e la numerazione delle regine di nome Ahhotep è mutata nel corso del tempo. Alla fine del XIX secolo gli egittologi hanno ritenuto che Ahhotep I fosse la moglie del faraone Seqenenra Ta'o. I sarcofagi, recanti il nome di una regina Ahhotep, rinvenuti a Deir el-Bahari e Dra Abu el-Naga, sono stati attribuiti al corredo di questa regina. Inoltre, si credette che Ahhotep II fosse moglie del faraone Amenofi I (che pure ebbe come Grande Sposa Reale la giovane regina Ahmose Meritamon), dal momento che il sarcofago rinvenuto nel 1881 nel nascondiglio (DB320) di Deir el-Bahari fu ritenuto appartenere a una regina da indicare come Ahhotep II. Negli anni '70 del XX secolo gli egittologi notarono che il feretro di Deir el-Bahari portava il titolo di Madre del Re, ed è certo che il faraone Amenofi I non ebbe figli (o meglio, l'unico figlio, Amenemhat, morì bambino e non divenne mai faraone), pertanto il titolo sarebbe da riferire verosimilmente alla madre del faraone Ahmose. Successivamente, si giunse a ipotizzare l'esistenza di una (del tutto ipotetica) Ahhotep III: difatti, nel 1982, l'egittologo Robins suggerì che Ahhotep I sarebbe stata l'occupante della bara dorata di Dra Abu el-Naga; Ahhotep II la regina Madre del Re menzionata sul sarcofago di Deir el-Bahari, e una tale Ahhotep III la regina menzionata su una statua del principe Ahmose. A seguito dei recenti studi sulle genealogie faraoniche compiuti da Aidan Dodson e Dyan Hilton, si è invece stabilito che Ahhotep I fu la sposa del faraone Ta'o e la madre di Ahmose. Ahhotep II è invece considerata la regina titolare del sarcofago dorato di Dra Abu el-Naga e quindi, forse, una moglie del faraone Kamose. Si è inoltre cessato di credere nell'esistenza di una regina chiamata Ahhotep III.
Come conseguenza di questi ultimi studi, si ritiene quindi che Ahhotep II fosse una sposa di Kamose, ultimo faraone della XVII dinastia, e forse madre della futura regina Ahmose-Sitkamose (sposa secondaria di Ahmose).

## Sepoltura

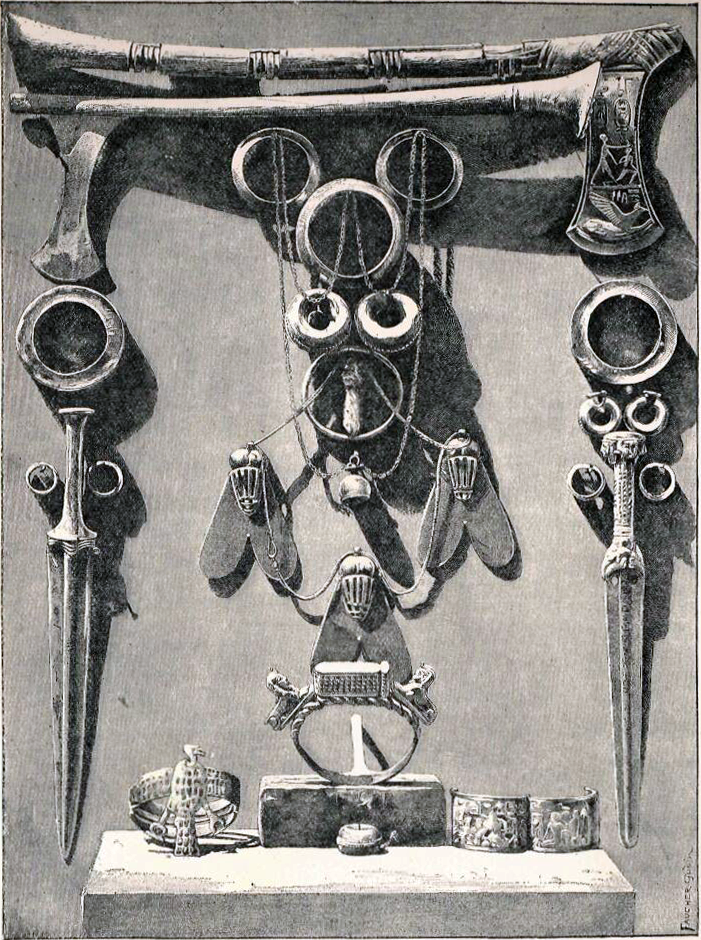
Alcuni oggetti rinvenuti nella tomba di Ahhotep II, fra cui si notano le asce cerimoniali e le mosche d'oro.

Ahhotep II fu sepolta nella necropoli di Dra Abu el-Naga e la sua tomba fu rinvenuta nel 1858 dagli scavatori di Auguste Mariette. La sepoltura conteneva: la sua mummia (andata perduta nel 1859) e pezzi di gioielleria d'oro e argento; un'ascia da battaglia cerimoniale in rame, oro, elettro, legno, coperta di iscrizioni e decorata con grifoni in stile minoico; tre mosche d'oro, che usualmente venivano donate a chi si era distinto per azioni nell'esercito. Il tutto è ora conservato presso il Museo egizio del Cairo insieme al coperchio del suo sarcofago, ricoperto con foglia d'oro e di tipo rishi, che può essere facilmente comparato con quello della regina Ahmes Nefertari e della anziana principessa Ahmose Meritamon (una figlia di Ta'o). Un paio di oggetti nella tomba recavano il nome di Kamose, ma un numero maggiore di oggetti portava il cartiglio di Ahmose.

## Titolatura
| N12 | R4 · t · p |

| N12 | R4 · t · p |

| N12 | R4 · t · p |

| N12 | R4 · t · p |

ah htp -Iah ("Iah [dio della luna] è contento")